# Alieni juris
Alieni juris (лат.  «[лица] чужого права») — выражение римского права, означавшее человека, находившегося во власти другого, человека несамостоятельного в политическом или гражданском отношении, — в противоположность sui juris, самостоятельного, не зависящего от чужой власти.
К разряду alieni juris по римскому праву относились рабы, женщины, дети, даже и совершеннолетние, но не эмансипированные.